# GTR - FIA GT Racing Game
GTR - FIA GT Racing Game è un simulatore di guida sviluppato dalla SimBin e prodotto dalla Atari nel 2004.

## Sviluppo
A causa di alcuni problemi riscontrati nel trovare aziende di distribuzione che fossero interessate alla vendita del simulatore, GTR è stato distribuito nei vari paesi del mondo in periodi molto differenti tra di loro.

## Modalità di gioco
Il simulatore permette di affrontare sia gare in singolo giocatore che un intero campionato che si svolge su circuiti e con vetture ufficiali del calendario FIA GT. Oltre alla modalità in singolo, è disponibile anche la sezione multiplayer che offre le stesse opzioni della prima.

## Accoglienza
Il simulatore è stato molto apprezzato dalla critica per l'elevato livello di realismo offerto dal punto di visto grafico, sonoro e di comportamento delle vetture. Gli unici aspetti poco convincenti sarebbero stati l'intelligenza artificiale avversaria e la mancanza di una modalità carriera vera e propria.